# Marcel Pujol (homme politique)
 (juin 2021).
Marcel Pujol, né le 23 septembre 1921 à Alan (Haute-Garonne) et mort le 1er novembre 2010 à Marseille, est un homme politique français.

## Biographie
Chef d'entreprise, et « très attaché à sa ville » selon Jean-Claude Gaudin, il a succédé à Joseph Comiti en 1973, quand celui-ci fut nommé au gouvernement en tant que ministre des Relations avec le Parlement d'avril 1973 à février 1974 dans le Second gouvernement Pierre Messmer.

## Détail des fonctions et des mandats
Mandat parlementaire
- 6 mai 1973 - 2 avril 1978 : Député de la Première circonscription des Bouches-du-Rhône